# Ikar. Legenda Mietka Kosza (album)
Ikar, dokładniej Ikar. Legenda Mietka Kosza – album ze ścieżką dźwiękową skomponowaną oryginalnie przez Leszka Możdżera do filmu Macieja Pieprzycy opowiadającego historię wybitnego polskiego pianisty i kompozytora jazzowego (patrz Ikar. Legenda Mietka Kosza). Płytę 18 października 2019 wydały Outside Music (nr kat. OMCD010), BITTT i Wydawnictwo Agora. Możdżer otrzymał «Nagrodę za Najlepszą muzykę» podczas 44. Festiwalu Polskich Filmów Fabularnych w Gdyni. Płyta uzyskała nominację do Fryderyka 2020 w kategorii «Album Roku Muzyka Ilustracyjna».

## Lista utworów
| Nr  | Tytuł utworu                      | Kompozytor         | Długość |
| --- | --------------------------------- | ------------------ | ------- |
| 1.  | „Gra w kolory 1”                  |                    | 0:17    |
| 2.  | „Ikar Dwójka”                     | Leszek Możdżer     | 2:58    |
| 3.  | „Argentea”                        | Leszek Możdżer     | 4:41    |
| 4.  | „Wena”                            |                    | 0:06    |
| 5.  | „Cała jesteś w skowronkach”       | Andrzej Zieliński  | 1:41    |
| 6.  | „Zuzanna i Emilian”               | Leszek Możdżer     | 6:14    |
| 7.  | „Druga gra w kolory”              |                    | 1:33    |
| 8.  | „Ikaer”                           | Leszek Możdżer     | 3:07    |
| 9.  | „Kasztany”                        | Zbigniew Korepta   | 1:13    |
| 10. | „Łąka”                            | Leszek Możdżer     | 1:08    |
| 11. | „Kołysanka (parafraza)”           | Johannes Brahms    | 2:12    |
| 12. | „Ikar i temat pierwszy”           | Leszek Możdżer     | 3:15    |
| 13. | „Meeting Evans”                   |                    | 1:02    |
| 14. | „Etiuda Rewolucyjna Op. 10 Nr 12” | Fryderyk Chopin    | 3:37    |
| 15. | „Ikar Napisy v1”                  | Leszek Możdżer     | 3:09    |
| 16. | „Złudzenie”                       | Mieczysław Kosz    | 1:57    |
| 17. | „Rosemary's Baby Main Title”      | Krzysztof Komeda   | 1:16    |
| 18. | „Bogdan, Zuzanna i Mietek”        |                    | 0:51    |
| 19. | „Rosemary's Baby Main Title II”   | Krzysztof Komeda   | 5:38    |
| 20. | „Miałam taki sen”                 |                    | 0:33    |
| 21. | „Aere”                            | Leszek Możdżer     | 2:42    |
| 22. | „Vikarma”                         | Leszek Możdżer     | 1:06    |
| 23. | „Tańce połowieckie (parafraza)”   | Aleksander Borodin | 0:30    |
| 24. | „Przed burzą”                     | Mieczysław Kosz    | 2:08    |
| 25. | „Origo”                           | Leszek Możdżer     | 1:52    |
| 26. | „Ikar i autokar”                  | Leszek Możdżer     | 0:40    |
| 27. | „Trzecia gra w kolory”            |                    | 1:21    |
| 28. | „Ikar. Post Scriptum”             | Leszek Możdżer     | 3:01    |
|     |                                   |                    | 59:48   |